# Bergjohannesört
Bergjohannesört (Hypericum montanum) är en art i familjen johannesörtsväxter och förekommer naturligt från Europa till nordvästra Afrika, nordöstra Turkiet och Kaukasus. I Sverige förekommer den sällsynt i de södra delarna och växer vanligen i skog på solvarma klippor och bergbranter. Arten odlas ibland som trädgårdsväxt i Sverige.
Bergjohannesört är en kal, flerårig ört som kan bli upp till 80 cm hög. Stjälkarna är upprätta och trinda, ogrenade med glest sittande övre bladpar. Bladen är motsatta, smalt äggrunda, oskaftade och upp till 5 cm långa, bladundersidorna har en rad med svarta oskaftade glandelkörtlar i kanten. Blommorna sitter i en relativt tät blomställning. Foderbladen är avlånga och spetsiga, samt har långskaftade glandelkörtlar i kanten. Kronbladen är blekgula och minst dubbelt så långa som foderbladen. Frukten är en kapsel. Bergjohannesört blommar i juli till augusti i Sverige.
Artepitetet montanum (lat.) "växer på berg".